# Ethlinn

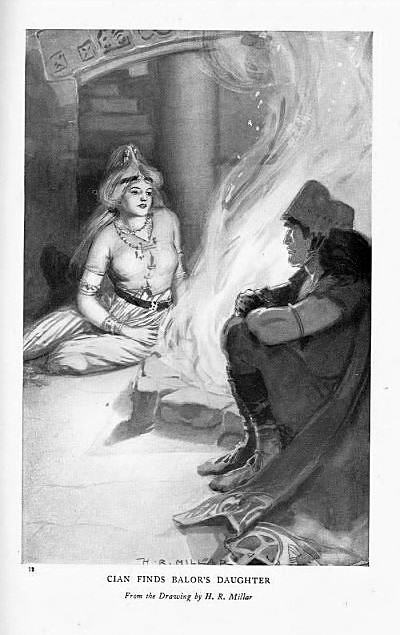
Ethlinn i Cian

Ethlinn – córka Balora, boga śmierci w mitologii goidelskiej, bogini księżyca.

## Postać mitologiczna
Według przepowiedni Balor miał zostać zabity przez swojego wnuka. Uwięził więc swoją córkę Ethlinn w kryształowej wieży, aby nie zaszła w ciążę. Mimo to jeden z Tuatha Dé Danann o imieniu Cian z pomocą druidki Birog dostał się do wieży. Ethlinn urodziła mu syna, Balor jednak wrzucił go do morza. Birog uratowała go i oddała go pod opiekę Manannan mac Lira (który został jego zastępczym ojcem). Dziecko zostało przyjęte do ludu Tuatha Dé Danann i otrzymało imię Lugh Lamhfhada (Lug Długoręki).
Ethlinn jest centralną postacią w mitologii, ponieważ powiązanych z nią jest wielu bogów i bohaterów. Jej ojcem był Balor, jej teściem Dagda, jej mężem – Cian Mac Diancecht, synem – Lugh Lamhfada, a wnukami – Cúchulainn i Fionn Mac Cumhaill. Dzięki więzom rodzinnym Ethlinn, jej potomostwo jednoczyło w sobie trzy odrębne rasy – Fomorian, Tuatha Dé Danann i Milesian.
Choć większość tekstów podaje, iż była ona córką Balora, starożytny tekst 'Baile in Scáil' wskazuje na dwa różne jej rodowody. Jedna wersja stwierdza więc, iż Lugh Lámhfada to "Lug mac Ethlend maic Tigernmais", a druga – "Ethnen m.Smretha m.Tigernmais". W swojej książce "Irish Druids and Old Irish Religions" (1894), James Bonwick zrównuje Tigernmasa z Balorem. Zdaje się to wynikać z lektury Baile in Scáil. A ponieważ Tigernmasowi przypisuje się wprowadzenie kultu boga o imieniu Crom Cruaich, więc mogłoby to świadczyć o jakimś powiązaniu pomiędzy Balorem i Cromem.

## Imię
Ethlinn to przykład trudności w przeprowadzaniu badań nad mitologią irlandzką; istniały przeróżne wersje wymowy jej imienia: Ethlinn, Ethnea, Eithliu, Ethlend, Ethnen, Ethlenn, Ethniu, Ethnenn, Ethne, Aithne, Enya, Eithne, Aine, Ena, Etney, Eithnenn, Eithlenn, Eithna, Ethni, Edlend czy Edlenn. Wynika to z braku standardu wymowy w starożytnej Irlandii oraz ze zmian, jakie przechodził język irlandzki – od archaicznego irlandzkiego, przez staroirlandzki, średnioirlandzki do nowoirlandzkiego.

## Kultura popularna
Imię Ethlinn stało się słynne w dzisiejszych czasach dzięki irlandzkiej piosenkarce Enyi. Imię to występuje w sadze o wiedźminie Andrzeja Sapkowskiego. W powieści tej występuje władczyni brokilońskich driad, nosząca imię Eithne.